# Leopold von Schrenck
Peter Leopold von Schrenck (ryska: Леопольд Иванович фон Шренк), född 24 april eller 6 maj 1826 i Khotin, död 8 januari 1894 i Sankt Petersburg, var en rysk zoolog, geograf och etnograf. Han var bror till botanikern Alexander von Schrenk.